# Gavialidae
I gavialidi (Gavialidae) sono una famiglia di rettili, appartenenti all'ordine dei Crocodylia. I gavialidi sono rappresentati attualmente da una sola specie, il gaviale del Gange (Gavialis gangeticus), che vive in India. Sono note anche numerose specie estinte. Il cosiddetto falso gaviale (Tomistoma schlegelii) è stato a volte incluso nella famiglia, a causa di alcune somiglianze nella morfologia e nel comportamento, ma è solitamente ritenuto un membro della famiglia dei crocodilidi per alcune caratteristiche, in particolare nel cranio. In ogni caso, alcuni studi genetici indicherebbero che il gaviale e il falso gaviale potrebbero essere strettamente imparentati, forse nella stessa famiglia.
I gavialidi sono grandi rettili semiacquatici, simili a coccodrilli, ma con un muso più sottile. Il muso lungo e stretto è utile per catturare pesci, poiché i gaviali sono sprovvisti della forza nelle fauci grazie alla quale i coccodrilli riescono invece a predare anche grandi mammiferi.

## Tassonomia
Famiglia Gavialidae
- Sottofamiglia Gavialinae
  - Genere †Eogavialis
    - †Eogavialis africanus
    - †Eogavialis andrewsi

  - Genere Gavialis
    - Gavialis gangeticus
    - †Gavialis bengawanicus
    - †Gavialis breviceps
    - †Gavialis browni
    - †Gavialis curvirostris
    - †Gavialis hysudricus
    - †Gavialis leptodus
    - †Gavialis lewisi
    - †Gavialis pachyrhynchus
- Sottofamiglia †Gryposuchinae
  - Genere †Aktiogavialis
  - Genere †Gryposuchus
  - Genere †Ikanogavialis
  - Genere †Siquisiquesuchus
  - Genere †Piscogavialis
  - Genere †Hesperogavialis

Inoltre, i tomistomini potrebbero appartenere a questo gruppo:
- Sottofamiglia Tomistominae
  - Genere †Kentisuchus
  - Genere †Gavialosuchus
  - Genere †Paratomistoma
  - Genere †Thecachampsa
  - Genere †Rhamphosuchus
  - Genere Tomistoma
    - Tomistoma schlegelii
    - †Tomistoma lusitanicum
    - †Tomistoma cairense
    - †Tomistoma calaritanus

  - Genere †Toyotamaphimeia

† indica i gruppi estinti